# Zaouia Annahlia
Zaouia Annahlia (franska: Zaouia Annahlia (CR), Zaouia Annahlia (Commune Rurale), arabiska: البدوزة) är en kommun i Marocko.   Den ligger i provinsen Chichaoua och regionen Marrakech-Safi, i den centrala delen av landet, 400 km sydväst om huvudstaden Rabat. Antalet invånare är 15 942.